# Bauschheim

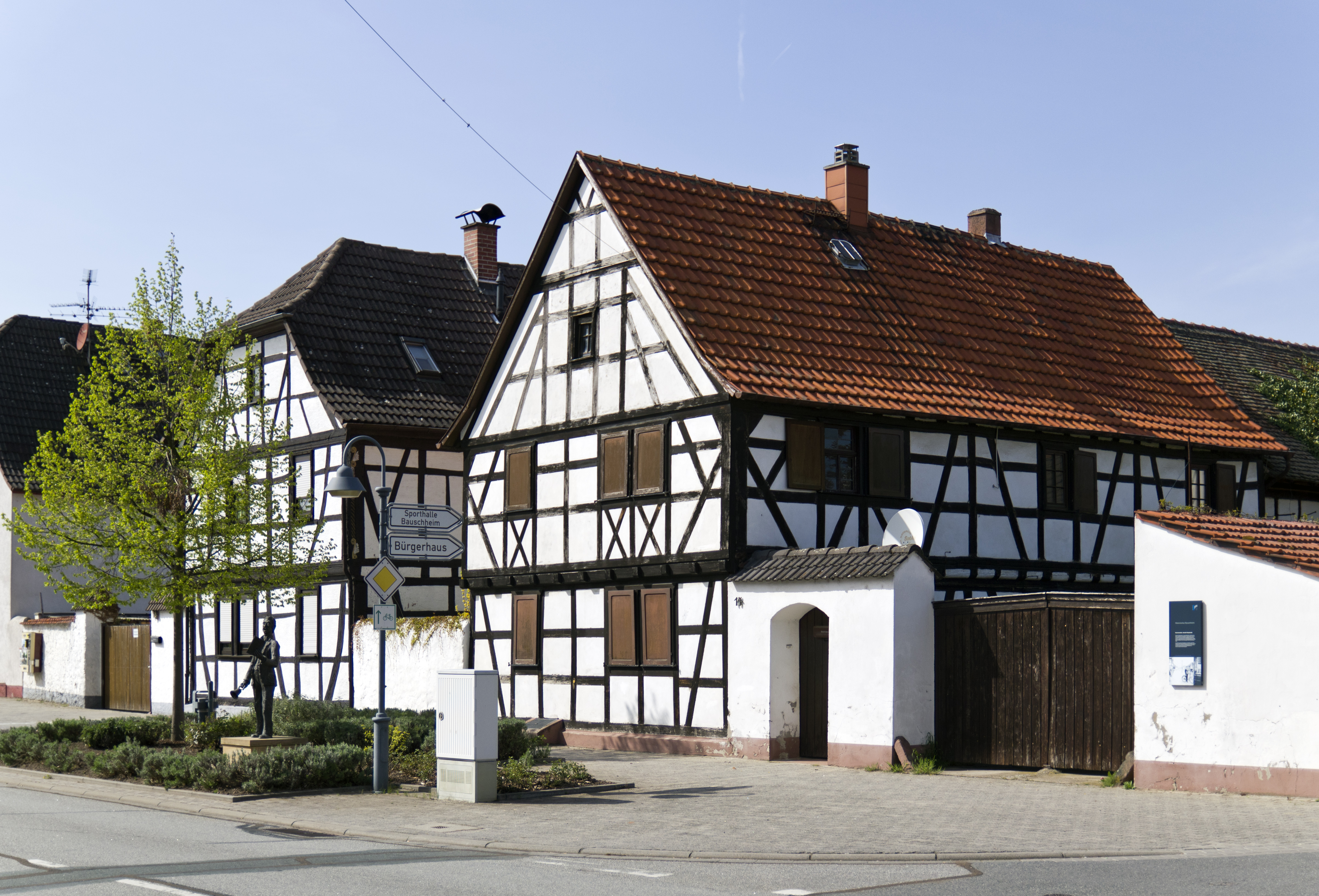
Restaurierte Fachwerkhäuser in der Brunnenstraße

Bauschheim ist ein Stadtteil von Rüsselsheim am Main südwestlich des Stadtzentrums im südhessischen Landkreis Groß-Gerau.

## Geschichte

### Ortsgeschichte
Bauschheim wurde urkundlich erstmals als Biuuinesheim im Lorscher Reichsurbar dem Lorscher Codex um (834–850) erwähnt, ist aber älter und als Siedlung während der fränkischen Landnahme entstanden. Im Hochmittelalter schweigen die Quellen über die Geschichte des Ortes und erst seit der zweiten Hälfte des 13. Jahrhunderts sind genauere schriftliche Nachrichten über die Grundbesitzverhältnisse und Hoheitsrechte in Bauschheim überliefert. In den historischen Unterlagen findet Bauschheim in den folgenden Jahrhunderten unter anderem mit diesen Ortsnamen Erwähnung: Buensheim im Jahr 1258, Buesheim 1392, Buwesheim 1428, Bißheym 1497, Biffesheym 1515, Bischeim 1527, Bawßheim 1540 und Bauschheim ab 1680.
1269 verkaufte Johannes de Meti die Hälfte des Dorfes an den Mainzer Richter Humbert zum Widder, der seinen Besitz einige Jahre später den Mainzer Nonnen von St. Klara zum Geschenk machte. Das Klarakloster war bis zur Säkularisation seiner Güter im Jahr 1781, neben dem geistlichen Institut in Mainz, dem Deutschordenhaus und der Pfarrkirche Sankt Quintin einer der bedeutendsten Gutsherren des Ortes. In der zweiten Hälfte des 15. Jahrhunderts gelang es den Grafen von Katzenelnbogen, wichtige Hoheitsrechte und ausgedehnten Grundbesitz in ihre Verfügung zu bringen; diese gingen 1479 an die Landgrafen von Hessen über, welche 1571 u. a. den Zehnt erhoben und die Gerichtsbarkeit ausübten und damit als eigentliche Herren des Ortes angesehen werden können. 1771 ging der Zehnthof in den Besitz der Grafen von Isenburg über.
Verwaltungsmäßig gehörte Bauschheim bis 1820 zum Amt Rüsselsheim, das ab 1816 zur Provinz Starkenburg des Großherzogtums Hessen (Hessen-Darmstadt) gehörte. 1821 werden im Großherzogtum Landratsbezirke eingeführt und Bauschheim dem Landratsbezirk Dornberg zugeteilt.
Die Statistisch-topographisch-historische Beschreibung des Großherzogthums Hessen berichtet 1829 über Bauschheim:

„Bauschheim (L. Bez. Dornberg) luth. Pfarrdorf; liegt 2 1⁄4 St. von Dornberg, und hat 72 Häuser und 404 Einw., die bis auf 6 Kath. und 13 Juden alle lutherisch sind. Der Ort kommt früher unter dem Namen Biewinesheim auch Buwesheim vor, in welchem das Kloster Lorsch begütert war. Da dieses Dorf ein Filial von dem ursprünglich Münzenbergischen Orte Ginsheim war, so scheint solches gleichfalls den Herrn von Münzenberg gehört zu haben. Die Grafen von Katzenellenbogen haben Bauschheim wahrscheinlich von den Münzenbergischen Erben erworben. Der Ort war, wie bemerkt, ein Filial von Ginsheim, hatte aber seine eigene mit zwei Altären und wurde 1591 zur Mutterkirche erhoben.“

1832 wurden im Großherzogtum Hessen (Hessen-Darmstadt) Kreise geschaffen und Bauschheim kam in den Kreis Groß-Gerau. Die Provinzen, die Kreise und die Landratsbezirke des Großherzogtums wurden am 31. Juli 1848 abgeschafft und durch Regierungsbezirke ersetzt, was jedoch bereits am 12. Mai 1852 in der Reaktionsära nach dem Ende der Revolution von 1848 wieder rückgängig gemacht wurde. Dadurch gehört Bauschheim zwischen 1848 und 1852 zum Regierungsbezirk Darmstadt, bevor wieder der Kreis Groß-Gerau für die übergeordnete Verwaltung zuständig wurde. Dort verbleibt der Ort durch alle weiteren Verwaltungsreformen bis heute.
Bauschheim war im Mittelalter kein eigener Pfarrort, sondern der Mutterkirche in Ginsheim zugeordnet. Für kurze Zeit (um 1530) wird die Bauschheimer Kirche auch als Filial von Trebur erwähnt. In der Reformation traten die Bewohner des Dorfes zum protestantischen Glauben über. Nach der Zerstörung im Dreißigjährigen Krieg wurde die Bauschheimer Kirche 1669 wieder aufgebaut und, nach ihrem Abbruch, im Jahr 1712 als walmbedachter Saalbau an der Brunnenstraße neu errichtet.
Die heute noch das Ortsbild prägenden Hofreiten belegen die bäuerliche Tradition der Gemeinde.
Der allmähliche Niedergang der Landwirtschaft führte zu einer grundlegenden Veränderung der Erwerbsstruktur, da viele Bewohner nun ihren Lebensunterhalt in der nahe gelegenen Industrie verdienten. Als Konsequenz der Orientierung nach Rüsselsheim erfolgte im Zuge der Gebietsreform in Hessen 1970 die freiwillige Eingemeindung Bauschheims mit zu diesem Zeitpunkt rund 2800 Einwohnern.

### Verwaltungsgeschichte im Überblick
Die folgende Liste zeigt die Staaten und Verwaltungseinheiten, denen Bauschheim angehört(e):
- vor 1479: Heiliges Römisches Reich, Grafschaft Katzenelnbogen, Obergrafschaft Katzenelnbogen, Amt Dornberg
- ab 1479: Heiliges Römisches Reich, Landgrafschaft Hessen (durch Erbfall), Obergrafschaft Katzenelnbogen, Amt Rüsselsheim
- ab 1567: Heiliges Römisches Reich, Landgrafschaft Hessen-Darmstadt, Obergrafschaft Katzenelnbogen, Amt Rüsselsheim
- ab 1803: Heiliges Römisches Reich, Landgrafschaft Hessen-Darmstadt, Fürstentum Starkenburg, Amt Rüsselsheim
- ab 1806: Großherzogtum Hessen,[Anm. 2] Fürstentum Starkenburg, Amt Rüsselsheim[7]
- ab 1815: Großherzogtum Hessen, Fürstentum Starkenburg, Amt Rüsselsheim
- ab 1821: Großherzogtum Hessen, Provinz Starkenburg, Landratsbezirk Dornberg[Anm. 3]
- ab 1832: Großherzogtum Hessen, Provinz Starkenburg, Kreis Groß-Gerau
- ab 1848: Großherzogtum Hessen, Regierungsbezirk Darmstadt
- ab 1852: Großherzogtum Hessen, Provinz Starkenburg, Kreis Groß-Gerau
- ab 1871: Deutsches Reich, Großherzogtum Hessen, Provinz Starkenburg, Kreis Groß-Gerau
- ab 1918: Deutsches Reich (Weimarer Republik), Volksstaat Hessen, Provinz Starkenburg, Kreis Groß-Gerau
- ab 1938: Deutsches Reich, Volksstaat Hessen, Landkreis Groß-Gerau[8][Anm. 4]
- ab 1945: Amerikanische Besatzungszone,[Anm. 5] Groß-Hessen, Regierungsbezirk Darmstadt, Landkreis Groß-Gerau
- ab 1946: Amerikanische Besatzungszone, Hessen, Regierungsbezirk Darmstadt, Landkreis Groß-Gerau
- ab 1949: Bundesrepublik Deutschland, Hessen, Regierungsbezirk Darmstadt, Landkreis Groß-Gerau
- ab 1970: Bundesrepublik Deutschland, Hessen, Regierungsbezirk Darmstadt, Landkreis Groß-Gerau, Stadt Rüsselsheim[Anm. 6]

## Bevölkerung

### Einwohnerentwicklung
| • 1629: | 42 Hausgesesse           |
| • 1806: | 365 Einwohner, 71 Häuser |
| • 1829: | 404 Einwohner, 72 Häuser |
| • 1867: | 542 Einwohner, 88 Häuser |

| Bauschheim: Einwohnerzahlen von 1791 bis 1970 | Bauschheim: Einwohnerzahlen von 1791 bis 1970 | Bauschheim: Einwohnerzahlen von 1791 bis 1970 | Bauschheim: Einwohnerzahlen von 1791 bis 1970 | Bauschheim: Einwohnerzahlen von 1791 bis 1970 |
| --- | --------------------------------------------- | --------------------------------------------- | --------------------------------------------- | --------------------------------------------- |
| Jahr |                                               |                                               |                                               | Einwohner                                     |
| 1791 | 1791                                          |                                               | 312                                           | 312                                           |
| 1800 | 1800                                          |                                               | 322                                           | 322                                           |
| 1806 | 1806                                          |                                               | 365                                           | 365                                           |
| 1829 | 1829                                          |                                               | 404                                           | 404                                           |
| 1834 | 1834                                          |                                               | 454                                           | 454                                           |
| 1840 | 1840                                          |                                               | 445                                           | 445                                           |
| 1846 | 1846                                          |                                               | 490                                           | 490                                           |
| 1852 | 1852                                          |                                               | 512                                           | 512                                           |
| 1858 | 1858                                          |                                               | 504                                           | 504                                           |
| 1864 | 1864                                          |                                               | 536                                           | 536                                           |
| 1871 | 1871                                          |                                               | 543                                           | 543                                           |
| 1875 | 1875                                          |                                               | 539                                           | 539                                           |
| 1885 | 1885                                          |                                               | 606                                           | 606                                           |
| 1895 | 1895                                          |                                               | 616                                           | 616                                           |
| 1905 | 1905                                          |                                               | 716                                           | 716                                           |
| 1910 | 1910                                          |                                               | 777                                           | 777                                           |
| 1925 | 1925                                          |                                               | 771                                           | 771                                           |
| 1939 | 1939                                          |                                               | 993                                           | 993                                           |
| 1946 | 1946                                          |                                               | 1.341                                         | 1.341                                         |
| 1950 | 1950                                          |                                               | 1.463                                         | 1.463                                         |
| 1956 | 1956                                          |                                               | 1.636                                         | 1.636                                         |
| 1961 | 1961                                          |                                               | 1.914                                         | 1.914                                         |
| 1967 | 1967                                          |                                               | 2.491                                         | 2.491                                         |
| 1970 | 1970                                          |                                               | 2.822                                         | 2.822                                         |
| Datenquelle: Historisches Gemeindeverzeichnis für Hessen: Die Bevölkerung der Gemeinden 1834 bis 1967. Wiesbaden: Hessisches Statistisches Landesamt, 1968. Weitere Quellen: LAGIS; 1791; 1800 |                                               |                                               |                                               |                                               |

- Beim Zensus 2011 wurden 5.688 Einwohner gezählt.[12]
- Ende 2017 lebten 6.078 Einwohner in Bauschheim, davon rund 2.500 im Neubaugebiet „Im Weinfaß“.[2]

### Historische Religionszugehörigkeit
| • 1829: | 385 Luthertum (= 95,30 %), 13 jüdische (= 3,22 %) und 6 katholische (= 1,49 %) Einwohner |
| • 1961: | 1319 evangelische (= 68,91 %), 496 römisch-katholische (= 25,91 %) Einwohner             |

## Politik
Für Bauschheim besteht ein Ortsbezirk (Gebiete der ehemaligen Gemeinde Bauschheim) mit Ortsbeirat und Ortsvorsteher nach der Hessischen Gemeindeordnung.
Der Ortsbeirat besteht aus neun Mitgliedern. Seit den Kommunalwahlen 2016 gehören ihm vier Mitglieder der CDU, zwei Mitglieder der SPD und drei Mitglieder der „Bauschheimer freie Liste“ an. Ortsvorsteher ist Werner Stahl (CDU).

### Wappen
| | Blasonierung: „In Rot ein aufrechter silberner Spaten.“ |
| Wappenbegründung: Das Wappen beruht auf dem im Schild stehenden Bild in einem Siegel des Dorfgerichts mit Abdruck von 1622. Ähnlich wie andere dörfliche Siegel zeigt es ein der bäuerlichen Vorstellungswelt entnommenes einfaches Gerät, das sich vielleicht aus einer alten Dorfmarke entwickelt hat. In linearer, gemerkeartiger Form erscheint der Spaten auch auf Grenzsteinen des 17. Jahrhunderts sowohl in der jetzigen Stellung als auch umgekehrt. Die von W. H. Diehl empfohlenen Farben sollen auf die hessische Landesherrschaft seit 1479 und die engen grundherrschaftlichen Beziehungen des Ortes zu Mainz seit 1269 anspielen; seit 1781 besaß die Universität Mainz die Hälfte des Dorfs. Das Wappen wurde 1926 durch das Ministerium des Innern des Volksstaats Hessen verliehen. |                                                         |

## Kultur und Sehenswürdigkeiten

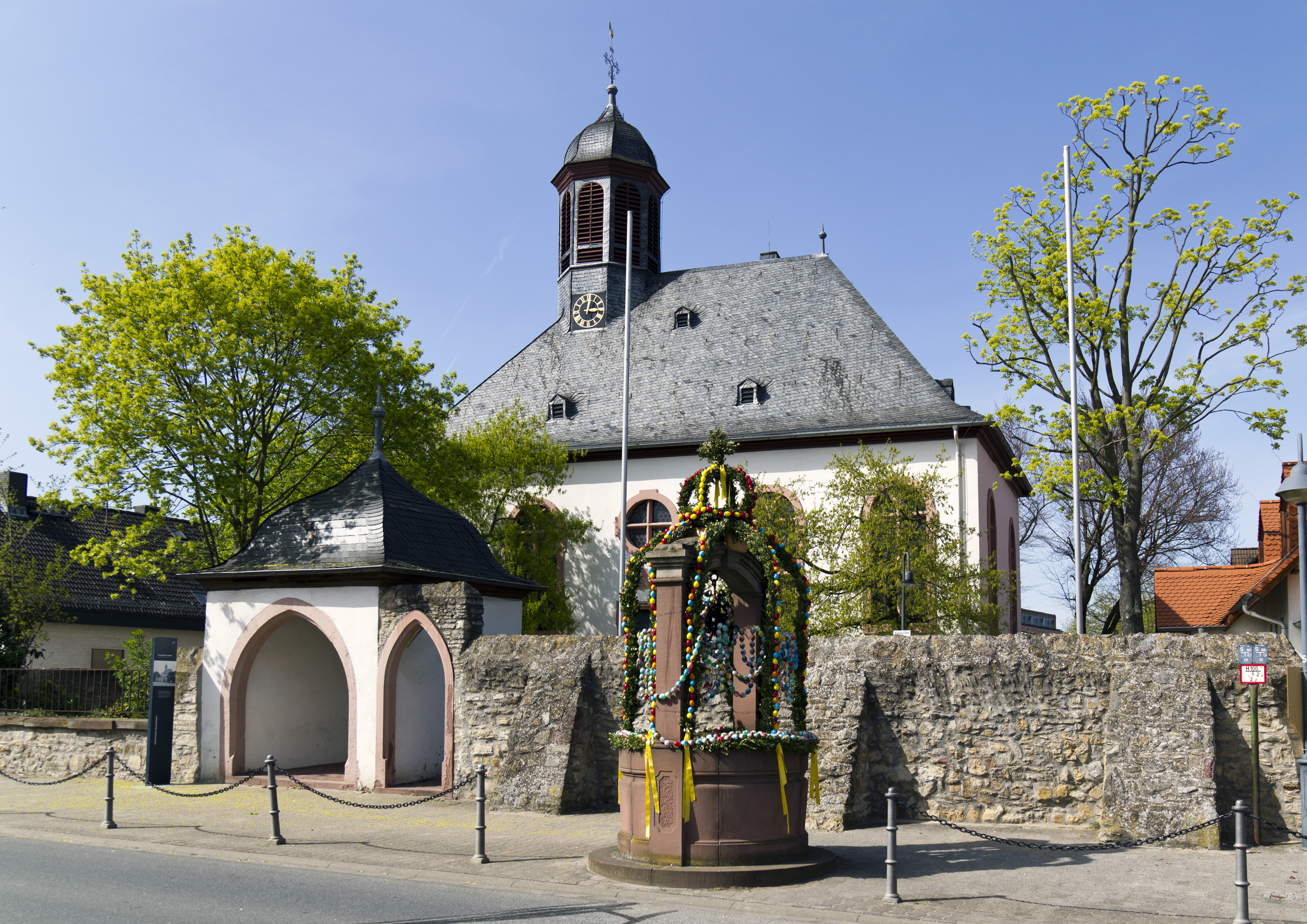
Die evangelische Kirche und der zur Osterzeit geschmückte Dorfbrunnen

Neben etlichen Lokalen wird das Bürgerhaus als zentraler Veranstaltungsort rege frequentiert. Vereine decken fast alle Interessengebiete ab – von Musik bis zum Motorsport, vom Karneval der „Bauschheimer Narrenzunft“ bis zur Kerb. Außerdem gibt es im Stadtteil Bauschheim eine Bücherei.
Sehenswert ist ebenfalls der Bauschheimer Dorfbrunnen vor der im Jahre 1712 als Saalkirche erbauten evangelischen Kirche. Das Original des Brunnens steht im Stadt- und Industriemuseum Rüsselsheim.

### Naturdenkmäler
Der Bauschheimer Kalkhügel ist mit 96,4 Metern die höchste natürliche Erhebung im Kreis Groß-Gerau. Entstanden ist der Hügel vor etwa 15 Millionen Jahren. Der Kalkhügel besteht aus Muschelkalkablagerungen die nach oben gepresst wurden.

### Vereine
Der größte ortsansässige Verein ist die SKG Bauschheim. Neben ausgeprägten sportlichen Angeboten wie Handball, Fußball, Tischtennis, Radsport, Wandern und weiteren Sportarten hat der Verein auch einen Musikzug, sowie mehrere Chöre. Der Verein entstand 1946 durch die – durch die Amerikanische Militärregierung initialisierte – Zusammenführung des damaligen Turnvereins und anderer kleiner Vereine.

### Sport
Eine Besonderheit unter den Sportstätten ist die Niedrigenergie-Sporthalle; ein preisgekrönter Bau mit Solarnutzung und Wasserrückgewinnung.
In unmittelbarer Nähe der Sporthalle befinden sich ein Kletterturm sowie ein Freigelände für Bogenschützen. Umsäumt sind die Sportanlagen vom Bauschheimer Wäldchen. Auf 15 Hektar lädt ein Trimm-Dich-Pfad mit 20 Stationen neben Spaziergängern auch Jogger und Walker in den Wald ein. Den Wald durchquert auch der Bauschheimer Rundweg, der auf sechs Kilometern Länge durch und um Bauschheim führt. Für Radfahrer gibt es die ausgeschilderten Wege zur Regionalparkroute, die über die Mainspitze bis nach Mainz und bis nach Aschaffenburg führt.

### Regelmäßige Veranstaltungen
Am 27. Mai 2018 war der Kerbeplatz in Bauschheim wieder, wie 2014, der Startpunkt der Fahrradroute der alle 2 Jahre stattfindenden Aktion „Der Kreis rollt“.